# 13699 Nickthomas
13699 Nickthomas eller 1998 MU7 är en asteroid i huvudbältet som upptäcktes den 18 juni 1998 av LONEOS vid Anderson Mesa Station. Den är uppkallad efter Nicholas Thomas.
Asteroiden har en diameter på ungefär 4 kilometer.